# 刘仁赡
刘仁赡（900年—957年），南唐大将。字守惠，彭城（今江苏徐州）人。刘金之子。
曾任杨吴右监门卫将军。历黄州、袁州二州刺史。治军严明。李璟即位，让其掌管亲信的部队。南唐灭亡楚国时，刘仁赡领战船二百艘沿江而上，于951年十月二十五日直取岳州。后来担任清淮军节度使，镇寿州，后周来攻，他率兵固守城池，957年正月，其子因忍受不了后周軍的長期圍困，想從飢餓的壽州城裡向外逃跑。被抓獲後劉仁瞻不顧所有人的勸阻，將兒子處以腰斬極刑。該年末，劉仁瞻因憂憤兵事中風，营田副使孙羽與監軍周廷構等投降献城。城降後，至死，病床上的劉仁瞻再也沒有清醒過來。

## 延伸阅读
[在维基数据编辑]
 在维基文库阅读此作者作品
 《舊五代史/卷129》，出自薛居正《舊五代史》
 《新五代史/卷32》，出自歐陽修《新五代史》